# Перепёлкина, Людмила Алексеевна
Людмила Алексеевна Перепёлкина (2 февраля 1930 — 2 декабря 2014, Москва) — советская и российская театральная актриса, заслуженная артистка РСФСР.

## Биография
Людмила Перепёлкина родилась 2 февраля 1930 года. В 1953 году окончила Высшее театральное училище имени Б. В. Щукина. В том же году была принята в театр на Спартаковской (позже Московский театр на Малой Бронной), где проработала всю жизнь.
Умерла 2 декабря 2014 года на 85-м году жизни в Москве в Боткинской больнице.

## Награды
- Заслуженная артистка РСФСР (1971)
- Медаль ордена «За заслуги перед Отечеством» II степени (1997)[1]

## Работы в театре
- «Три сестры» А. П. Чехова — Ольга
- «На балу удачи» — Мари
- «Визит дамы» Дюрренматта — Клара
- «Фальшивая монета» М. Горького — Наташа
- «Беспокойный юбиляр» — Ева
- «Человек из песни» — Оля
- «Бруклинская идиллия» — Стела
- «Аргонавты» — Наташа
- «Ситцевый бал» — Светлана
- «Мертвая хватка» Д. Голсуорси — Джил
- «Слава» — Наташа
- «Не называя фамилий» — Поэма
- «Господин покойник» — Вукица
- «Комедия о Фроле Скобелеве» А. Аверкина — Варвара
- «Лето и дым» Т. Уильямса — миссис Уайнмиллер
- «Одна калория нежности» Т. Данилова — бабушка
- «Бабуля-блюз» Л. Петрушевской — Вера Константиновна
- «Неугомонный дух» — мадам Аркати
- «Кавалер роз» по мотивам произведений И. Нестроя — фрейлейн Блюменблат

## Фильмография
1. 1956 — Тропою грома — Селия
2. 1978 — Если… — Мария Николаевна, мать Николая и Нади